# Agostino Barbarigo (sommergibile 1938)
L’Agostino Barbarigo è stato un sommergibile della Regia Marina. L'unità, che prende il nome da Agostino Barbarigo, comandante della flotta veneziana nella battaglia di Lepanto, scomparve nel giugno 1943, nel corso della seconda guerra mondiale.

## Storia
Fu destinato al 2º Gruppo Sommergibili di Napoli dove fu adibito all'addestramento dal 1938 al 1940. Dal 10 al 13 giugno 1940 svolse una prima e inconclusiva missione a una decina di miglia dalle coste dell'Algeria. Il 2 luglio 1940, al comando del capitano di corvetta Giulio Ghiglieri, attaccò varie unità minori senza però mai riuscire a giungere al lancio dei siluri; nei due giorni successivi fu più volte rilevato e bombardato con cariche di profondità.
In Mediterraneo il Barbarigo compì in tutto due missioni offensive e una di trasferimento, navigando per 2582 miglia in superficie e 270 in immersione; se ne decise poi l'invio in Atlantico.
Lasciò Napoli a inizio agosto 1940 e il 14 del mese passò lo stretto di Gibilterra (con difficoltà non grandi causate dalle correnti), dirigendo poi per Madera, nella cui zona si trovava il suo settore d'operazioni: il 19 agosto cannoneggiò il piroscafo inglese Aguila (3255 tsl) che però non affondò; l'indomani cannoneggiò un altro trasporto che però rispose al fuoco, obbligando il sommergibile a immergersi; il Barbarigo lanciò quindi due siluri, mancando il bersaglio, e subì poi caccia con circa venti bombe di profondità uscendone comunque indenne; diresse poi per Bordeaux, sede della base italiana di Betasom, ove giunse l'8 settembre 1940.
Il 14 ottobre salpò per la seconda missione atlantica, subendo il 17 un infruttuoso attacco aereo con il lancio di bombe di profondità; il 23 raggiunse il proprio settore d'operazioni a ovest delle coste irlandesi. ma incontrò un solo mercantile che non riuscì a raggiungere, mentre effettuò un attacco durante la navigazione di rientro, l'11 novembre: lanciò un siluro contro un cacciatorpediniere di scorta a una portaerei e ne udì l'esplosione, ma non poté verificare l'esito a causa del mare mosso (dalla documentazione alleata non risultano danneggiamenti). Due giorni dopo il Barbarigo giunse a Bordeaux.
Il 10 febbraio 1941 partì diretto ancora a ovest dell'Irlanda, ma il pattugliamento fu del tutto infruttuoso a causa delle avverse condizioni meteomarine; il 1º marzo il sommergibile lasciò la zona d'agguato e una settimana dopo si ormeggiò a Bordeaux.
Nei primi giorni di maggio salpò per una nuova missione da compiersi ancora in acque irlandesi; il 15 del mese centrò con un siluro il piroscafo inglese Manchester Port (7071 tsl), che però riuscì a allontanarsi a grande velocità. L'indomani il sommergibile dovette immergersi per un attacco aereo, uscendone comunque indenne; ebbe vari avvistamenti di trasporti e anche di un incrociatore, ma non poté mai attaccare a causa del mare mosso. Il 25 del mese fu dirottato in aiuto alla corazzata tedesca Bismarck (avrebbe dovuto attaccare qualunque nave nemica le si fosse avvicinata) ma per via del mare tempestoso non raggiunse il luogo della battaglia prima dell'affondamento della corazzata; informato poi dell'affondamento della Bismarck, rientrò alla base il 30 maggio.
Il 13 luglio fu inviato a ovest dello stretto di Gibilterra (nuovo comandante era il capitano di corvetta Francesco Murzi) e il 25 colse il suo primo successo: dopo aver immobilizzato con un siluro il piroscafo britannico Macon (5135 tsl) e averlo fatto abbandonare dall'equipaggio, lo affondò con 49 colpi di cannone; nella notte fra il 26 e il 27 silurò e affondò la moderna nave cisterna inglese Horn Shell (8272 tsl), dirigendo poi per il rientro.
Cambiato nuovamente comandante (il capitano di corvetta Enzo Grossi, che fece incidere sullo scafo "Chi teme la morte non è degno di vivere"), il 22 ottobre 1941 lasciò Bordeaux diretto fra Porto, le Azzorre e lo stretto di Gibilterra; vi arrivò quattro giorni dopo e cercò più volte di attaccare unità nemiche, senza mai riuscirci a causa del maltempo e dovendo infine rientrare alla base.
Il 14 gennaio 1942 partì per portarsi nei pressi delle Azzorre dove, il 23 gennaio, avvistò un mercantile non identificato in navigazione da est a ovest senza zigzagare e a luci accese; nonostante tutto potesse far presumere che si trattasse di una nave neutrale, il comandante Grossi la silurò senza verificarne la nazionalità e il risultato fu l'affondamento del piroscafo spagnolo Navemar (5473 tsl); il 10 febbraio intraprese la navigazione di rientro, conclusasi cinque giorni più tardi.
Il 30 aprile salpò per l'ottava missione in Atlantico e il 17 maggio giunse nel proprio settore d'operazioni, al largo di Capo San Rocco; l'indomani cannoneggiò e silurò il piroscafo brasiliano Comandante Lyra (5052 tsl), incendiandolo; il piroscafo, non affondato perché ritenuto ormai agonizzante, fu tuttavia trainato a Recife dal rimorchiatore Perdigao (il trasporto non tornò comunque mai più in servizio: abbandonato a Recife per la durata della guerra, fu poi smantellato). Giunsero poi in zona – il 20 maggio – due unità statunitensi, l'incrociatore Milwaukee e il cacciatorpediniere Moffet, che Grossi attaccò con due siluri ritenendo di trovarsi di fronte a una corazzata classe Colorado; ritenne anche di averla affondata (in realtà i due siluri avevano mancato il bersaglio e le due navi non si erano nemmeno accorte dell'attacco) e così comunicò alla base; il 22 maggio il Barbarigo fu attaccato da un aereo con otto bombe (senza danni) e nella notte fra il 28 e il 29 colò a picco, con il cannone e vari siluri, il piroscafo Chalbury (4836 tsl); il 16 giugno il sommergibile attraccò a Betasom.
Il 29 agosto fu inviato al largo della foce del Congo; non potendo rifornirsi di carburante, come previsto, dal gemello Comandante Cappellini, fu dirottato a meridione di Capo Palmas (costa liberiana), dove stazionò dal 25 al 28 settembre, e poi alle Azzorre; il 1º ottobre subì due attacchi aerei entrambi con quattro bombe lanciate, e entrambi evitati senza danni; nel corso del secondo attacco le mitragliere del sommergibile abbatterono il velivolo, subendo però la perdita di uno dei serventi, ucciso da una raffica dell'aereo. Il 2 ottobre il Barbarigo ricevette l'ordine di portarsi nei pressi di Freetown e vi arrivò due giorni più tardi; nella notte del 6 il sommergibile attaccò con quattro siluri la corvetta britannica Petunia, mancandola, ma Grossi ritenne invece di aver attaccato – e affondato – una nave da battaglia classe Mississippi; trasferitosi poi al largo delle Isole di Capo Verde (il 10 ottobre), il sommergibile si avviò sulla rotta di rientro il 17, giungendo in porto nella notte del 29-30 ottobre.
Il 24 gennaio 1943 iniziò la sua decima missione atlantica con il tenente di vascello Roberto Rigoli come nuovo comandante; il sommergibile sarebbe dovuto transitare a ovest delle Isole di Capo Verde e portarsi poi al largo di Bahia. Dovette più volte immergersi per continui attacchi aerei nel golfo di Biscaglia; un mese dopo la partenza cannoneggiò e silurò il piroscafo brasiliano (secondo altre fonti spagnolo) Monte Igueldo (3453 tsl), affondandolo, e venendo al contempo infruttuosamente attaccato da un idrovolante Consolidated XP4Y “Corregidor”, che gli lanciò tre bombe. Il 2 marzo, di pomeriggio, silurò e affondò il piroscafo passeggeri brasiliano Alfonso Penna (3540 tsl) e l'indomani la motonave americana Staghound (8591 tsl); il 4 marzo si avviò sulla rotta di rientro e arrivò alla base il 3 aprile, dopo aver rifornito con 25 tonnellate di nafta il sommergibile Luigi Torelli e aver subito un guasto a un timone.
Si decise poi di trasformarlo in sommergibile da trasporto per missioni verso l'Estremo Oriente: i lavori durarono da marzo a fine maggio del 1943 e comportarono la rimozione di cannoni, tubi lanciasiluri, alcuni componenti delle batterie, uno dei periscopi e altro.
Il 16 giugno 1943 lasciò Bordeaux con destinazione Batavia (o Singapore), al comando del capitano di corvetta Umberto de Julio e con a bordo 130 tonnellate di materiali e, oltre all'equipaggio, tre uomini destinati alla nuova base da costituire a Singapore; il 24 giugno avrebbe dovuto segnalare la posizione a Betasom, ma non lo fece: dal Barbarigo non giunsero mai più notizie.
Nel dopoguerra le fonti britanniche indicarono due attacchi aerei che potrebbero aver determinato la fine del sommergibile:
- nel pomeriggio del 17 giugno 1943 un velivolo inglese bombardò due volte un sommergibile che navigava in superficie, con rotta 250°, in posizione 43°42' N e 9°37' O, senza poter accertare l'esito;[14]
- nella mattinata del 19 giugno 1943 un aereo statunitense attaccò più volte un sommergibile in superficie, in posizione 35°30' N e 18°10' O, danneggiandolo gravemente e costringendolo a immergersi di poppa sbandato di 45°.[14]

Risulta però che il sommergibile aveva ordine di navigare solo in immersione nella zona indicata dai piloti degli aerei come il luogo degli attacchi, e inoltre il 17-19 giugno avrebbe dovuto trovarsi a metà strada fra Bordeaux e le posizioni indicate; se però fosse stato costretto a restare in superficie (ad esempio per un guasto) avrebbe potuto effettivamente trovarsi in zona.
Con il sommergibile scomparvero il comandante De Julio, 6 altri ufficiali e 52 fra sottufficiali e marinai.

### Il comandante Grossi e i presunti affondamenti

Enzo Grossi e l'equipaggio del Barbarigo con Mussolini

Il Barbarigo e uno dei suoi comandanti, Enzo Grossi, sono noti anche e soprattutto per i presunti affondamenti di due corazzate statunitensi, di cui Grossi diede notizia di ritorno da due missioni e che gli valsero due medaglie d'oro al valor militare e la promozione di grado.
Del primo “affondamento” Grossi diede notizia, con un messaggio a Betasom, nel maggio 1942, precisando poi le circostanze nel suo rapporto al ritorno della missione: il 20 maggio – sostenne – aveva avvistato in posizione 4°19' S e 34°32' E una corazzata classe Colorado o Tennessee, scortata da alcuni cacciatorpediniere; dopo aver penetrato lo schermo difensivo aveva lanciato due siluri contro l'unità da appena 650 metri, vedendola poi venire colpita, sbandare sulla dritta e affondare di prua.
Secondo una successiva ricostruzione dei fatti il 18 maggio il Barbarigo aveva incendiato il piroscafo brasiliano Comandante Lyra e da un porto non distante era stata inviata in soccorso della nave la Task force 23 della US Navy: i vecchi incrociatori Milwaukee e Omaha e i cacciatorpediniere Moffet e McDougal; due giorni dopo il Milwaukee e il Moffet si erano diretti a Recife per fare rifornimento ed era appunto in queste due unità che il Barbarigo si era imbattuto: Grossi aveva scambiato il Milwaukee per una corazzata (questo poteva forse essere possibile, in piena notte e in presenza di navi oscurate) ma resta difficile spiegare come abbia potuto affermare di aver visto affondare la nave, visto che i due siluri mancarono il bersaglio (tanto che nessuno a bordo delle due unità statunitensi si accorse dell'attacco).
Il comandante di Betasom, contrammiraglio Romolo Polacchini, si dimostrò molto scettico riguardo alla possibilità che una nave da battaglia americana di quel tipo potesse essere stata affondata da appena due siluri; anche Supermarina, il comando della Regia Marina, avrebbe preferito attendere qualche accertamento, ma il comando supremo italiano, bisognoso di notizie di grandi vittorie, prese la notizia dell'affondamento come certa e ne diede l'annuncio con un bollettino straordinario; Grossi fu promosso capitano di fregata e decorato con Medaglia d'oro al valor militare e anche, da parte tedesca, con la Croce di ferro.
Il secondo presunto affondamento si verificò nell'ottobre 1942. Il 6 ottobre, in posizione 2°05' N e 14°23' O, il sommergibile italiano individuò a circa 4000 metri quella che Grossi ritenne essere una nave da battaglia classe New Mexico, scortata da vari cacciatorpediniere; furono lanciati quattro siluri (da 2000 metri) e la nave fu ritenuta affondata.
Per questa azione Grossi ricevette una seconda medaglia d'oro, i complimenti di Adolf Hitler e Karl Dönitz, l'ordine di cavaliere della croce di ferro e una promozione a capitano di vascello; il contrammiraglio Polacchini, poiché insisteva nel criticarlo e nel ritenere i due presunti affondamenti non veri, fu rimosso dall'incarico e proprio da lui rimpiazzato nel comando di Betasom.
Secondo quanto poté ricostruire la seconda commissione di inchiesta i fatti erano i seguenti: il Barbarigo aveva attaccato una piccola corvetta inglese della classe Flower, la Petunia (appare quindi molto difficile che sia stato possibile scambiarla per una corazzata) e l'aveva mancata perché i siluri erano regolati per colpire una grossa nave (uno era passato sotto lo scafo dell'unità e, se si fosse trovato a una quota meno profonda, l'avrebbe affondata); la corvetta inglese aveva reagito gettando a caso varie bombe di profondità i cui scoppi erano stati ritenuti quelli dei siluri.
Gli affondamenti delle corazzate, già considerati dubbi all'epoca dei fatti negli ambienti della Marina, furono oggetto nel dopoguerra di una indagine in contumacia di due commissioni d’inchiesta, nel 1949 e nel 1962, le cui conclusioni portarono alla verifica dei fatti ovvero alla constatazione del mancato affondamento delle due "corazzate" americane da parte di Enzo Grossi con conseguente definitivo ritiro delle due decorazioni da lui ricevute, la sua degradazione e l'estromissione dai ruoli.